# غوغای ستارگان
غوغای ستارگان یا امشب در سر شوری دارم ترانه‌ای با صدای پروین با شعر کریم فکور و ملودی و آهنگسازی همایون خرم در دستگاه شور است. در دههٔ هفتاد خورشیدی صاحب اثر قطعه همایون خرم، کامبیز روشن‌روان را برای تنظیم ارکستر و محمد اصفهانی را به عنوان خواننده انتخاب کرد. ضبط استودیویی تحت نظارت خود او صورت پذیرفت و آن را با نام اوج آسمان در آلبوم تنها ماندم به همراه ۶ اثر دیگر منتشر کرد.

## متن ترانه
متن ترانه بر اساس سرودهٔ کریم فکور به شرح زیر است:
| امشب در سر شوری دارم          |  | امشب در دل نوری دارم            |
| باز امشب در اوج آسمانم        |  | رازی باشد با ستارگانم           |
| امشب یک سر شوق و شورم         |  | از این عالم گویی دورم           |
| از شادی پر گیرم که رسم به فلک |  | سرود هستی خوانم در بر حور و ملک |
| در آسمان‌ها غوغا فکنم          |  | سبو بریزم ساغر شکنم             |
| امشب یک سر شوق و شورم         |  | از این عالم گویی دورم           |
| با ماه و پروین سخنی گویم      |  | وز روی مه خود اثری جویم         |
| جان یابم زین شب‌ها             |  | جان یابم زین شب‌ها               |
| ماه و زهره را به طرب آرم      |  | از خود بی‌خبرم ز شعف دارم        |
| نغمه‌ای بر لب‌ها                |  | نغمه‌ای بر لب‌ها                  |
| امشب یک سر شوق و شورم         |  | از این عالم گویی دورم           |
| امشب در سر شوری دارم          |  | امشب در دل نوری دارم            |
| باز امشب در اوج آسمانم        |  | رازی باشد با ستارگانم           |
| امشب یک سر شوق و شورم         |  | از این عالم گویی دورم           |

## توضیح
در اجرای این ترانه در آلبوم تنها ماندم تغییراتی انجام شده‌است. «رازی باشد با ستارگانم» به «باشد رازی با ستارگانم» تغییر یافته‌است و همچنین به جای دو بار تکرار «جان یابم زین شب‌ها»، بخش یا مصراع دوم با «می‌کاهم از غم‌ها» جایگزین شده‌است.

## عدم رعایت حقوق مؤلف
رضا خرم (فرزند همایون خرم) نامه ای اعتراضی از سوی خبرگزاری‌ها منتشر کرد که از جمله آن نقض حقوق مؤلف در قطعه غوغای ستارگان است وی بیان داشت: اخیراً به کرات دیده شده که آثار پدر اینجانب همایون خرم بدون اطلاع و اجازه توسط بانوان و آقایان بازخوانی گشته. در بسیاری موارد اجراها بسیار ضعیف، تنظیم‌ها نامناسب، ارکستراسیون نامطلوب، ایجاد تغییرات در اصل آهنگ به طرز ناشیانه، حذف یا کوتاه کردن مقدمه و جواب‌های ارکستر، اعمال سلیقه‌های شخصی و غیره می‌باشد. کلیه حقوق این آثار از نظر موسیقی و آهنگ متعلق به خانواده ما می‌باشد، بنابراین به‌طور جدی و قانونی و بدون تعارف با سارقین هنری که به هر شکلی اعم از فضای مجازی، اجرای کنسرت، انتشار لوح فشرده صوتی یا تصویری، نت نویسی در قالب کتاب و غیره از این آثار سوء استفاده می‌نمایند شدیداً برخورد خواهد شد.